# نایف هزازی
نایف هزازی (عربی: نايف هزازي؛ زاده ۱۱ ژانویهٔ ۱۹۸۹) یک بازیکن فوتبال اهل عربستان سعودی است.
وی همچنین در تیم ملی فوتبال عربستان سعودی بازی کرده‌است.